# Ernie Davis
Ernest Davis, ameriški nogometni igralec, * 14. december 1939, † 18. maj 1963.
Ernest Davis je bil tekač (napadalec) ali halfback , ki je osvojil Heismanov pokal leta 1961. Bil je prvi afroameričan v zgodovini, ki je prejel to nagrado
Davis je igral ameriški nogomet na fakulteti Syracuse. Leta 1962 je bil prvi izbor v NFL draftu. Izbrali so ga Washington Redskins. Takoj po izboru so ga zamenjali v klub Cleveland Browns (NFL). Njegova številka dresa je bila 45, ki kasneje postane ikona športa v afroameriški kulturi.
Davis je bil diagnosticiran za levkemijo poleti leta 1962, umrl je manj kot leto kasneje. Star je bil le 23 let, nikoli ni zaigral profesionalne tekme v NFL. Universal Pictures so o tej zgodbi posneli film Express.

## Zgodnje življenje
Davis je bil rojen v New Salem, Pensilvaniji. Njegov oče je bil umorjen v nesreči kmalu po njegovem rojstvu. Njegova mati zanj ni bila sposobna skrbeti, zato sta zanj skrbela babica in dedek. Pri 12 je šel živeti s svojo materjo v New York. Obiskoval je brezplačno akademijo Elmira, kjer je pridobil dve All-American odliki. Ob koncu srednje šole, je dobil mnogo povabil na razne fakultete. Odločil se je, da se bo udeležil Syracuse University.

## Fakulteta
Davis je bil deležen diskriminacije, ki je bila zelo razširjena v ameriškem jugu. Davis je obiskal mesto Dallas Teksas, da bi prejel nagrado za najbolj koristnega igralca (MVP). Davis in njegova ekipa je bila povabljena na večerjo v prestižni restavraciji. Ob času za sladico, se je nek gospod tiho približal Davisu in njegovim drugim temnopoltim soigralcem in jim povedal, da morajo zapustiti prostor.
Davis je postal prvi temnopolti športnik, ki je osvojil Heismanov pokal. Nagrada predstavlja najvišjo čast v akademskem nogometu. Predsednik John F. Kennedy je bil navdušen nad Davisovo kariero in ga je želel spoznati medtem, ko je bil Davis v New Yorku. 

## Smrt
Med pripravami na tekmo proti Green Bay Packers v Chicago poleti leta 1962, se je Davis zbudil z oteklinami na vratu. Davis je takoj bil hospitaliziran,z boleznijo mumps. Kasneje je bil diagnosticiran z a levkemijo. Bolezen je bila neozdravljiva. Davis je umrl v Clevelandu Lakeside hospital 18 maja, 1963.
Davis je pokopan na pokopališču Woodlawn v Elmiri. Njegov spominski kip sedaj stoji pred šolo, ki je imenovana v njegovi časti, Ernie Davis Academy. V jeseni 2008 je bil izvoljen v  College Hall of Fame ali dvorana slavnih.